# 6148 Ignazgünther
6148 Ignazgunther è un asteroide della fascia principale. Scoperto nel 1977, presenta un'orbita caratterizzata da un semiasse maggiore pari a 2,2772706 UA e da un'eccentricità di 0,2338028, inclinata di 22,68087° rispetto all'eclittica.